# Patriarcado de Tarnovo
O Patriarcado de Tarnovo (búlgaro: Търновска патриаршияl) ou Patriarcado búlgaro de Tarnovo foi uma Igreja Ortodoxa autocéfala histórica que existiu no período de 1235 a 1416 com sede em Veliko Tarnovo. 

## História
De jure, esta é uma Igreja Ortodoxa Búlgara histórica. Isso acontece graças à política de João Asen II da Bulgária, porque não há como ter o título de czar sem o patriarcado. Após a batalha de Klokotnitsa, ele permaneceu o governante ortodoxo indiscutível dos Bálcãs e o Patriarca de Constantinopla que residia na época em Nicéia e o Império de Niceia garantiram o consentimento dos outros três Patriarcados Ortodoxos Orientais em Alexandria, Antioquia e Jerusalém para o quinto Patriarcado Ortodoxo restaurado na Bulgária.
O Arcebispado de Ocrida, embora búlgaro, não é um Patriarcado, mas de jure nominalmente subordinado ao Patriarcado Ecumênico de Constantinopla. O Patriarcado de Tarnovo incluía as antigas capitais búlgaras de Pliska e Preslav desde a época do Primeiro Império Búlgaro, bem como as terras da Valáquia e da Moldávia (Romênia). Depois de 1416, as terras da Valáquia e da Moldávia estavam na jurisdição do Arcebispado Búlgaro de Ocrida. 
Com a queda do Segundo Império Búlgaro, a Sé de Tarnovo foi logo subordinada à jurisdição do Patriarcado de Constantinopla como uma Metrópole.
Após o extinção do Patriarcado de Tarnovo em 1416, a Igreja Ortodoxa Russa foi elevada a Patriarcado em 1589 e agora é o quinto de uma fileira de dípticos.

## Patriarcas
- Basílio I (1186-1232) - Reconhecido pelo Papa de Roma em 1203, apenas como Arcebispo Primaz.[1] Não reconhecido pelo Patriarca de Constantinopla.
- Joaquim I (1235 - 1246)
- Vissarion (1246)
- Basílio II (1246 - 1254)
- Basílio III (1254 - 1263)
- Joaquim II (1263 - 1272)

- Inácio (1272 - 1277)
- Macário (1277-1284)
- Joaquim III (1284 - 1300)
- Doroteu (1300 - por volta de 1315)
- Romano (1315 - 1325)
- Teodósio I (por volta de 1325 - 1337)

- João I (1337 - por volta de 1340)
- Simeão II (por volta de 1341 - 1348)
- Teodósio II (1348 - 1363)
- João II (1363 - 1375)
- Eutímio I (1375-1393) - Último Patriarca da Bulgária em Tarnovo.